# Касимов, Пирмагомед Пирмагомедович
Пирмагомед Пирмагомедович Касимов (21 июня 1941, Сертиль — 17 сентября 2015, Махачкала) — табасаранский писатель, поэт и переводчик, публицист. Заслуженный работник культуры Дагестана, лауреат республиканской журналистской премии «Золотой орел», Ветеран труда.

## Биография
Родился в селе Сертиль Табасаранского района.

## Учёба
Обучался в Гуминской средней школе. В 1975 окончил отделение работников печати заочной Высшей партийной школы при ЦК КПСС в Ростове-на-Дону.

## Воинская служба
С 1963 по 1966 служил инструктором политотдела ракетного полка.

## Трудовая деятельность
Трудовую деятельность начал по окончании школы в редакции газеты «Колхозная жизнь». В редакции газеты работал 13 лет. Позже Касимов работал заведующим отделом пропаганды Табасаранского райкома КПСС, а также 10 лет работал в секторе печати Дагестанского обкома КПСС. С 1990 работал на Даградио редактором радиовещания. До конца жизни работал заместителем главного редактора республиканской газеты на табасаранском языке. С 2004 по 2010 гг. работал редактором газеты «Ас-салам» на табасаранском языке.

## Литературное творчество
Стихи начал писать в 14 лет, будучи в старших классах средней школы. После службы в Вооруженных силах, в 1975 написал книгу о сослуживцах «Время счастливых дум». Первые стихи опубликованы были в 1950-х годах в районной газете.
Им были опубликованы около 10 сборников его стихов.

Перевел более 100 произведений разных поэтов и писателей на табасаранский язык.

Многие стихи поэта стали табасаранскими популярными песнями.

## Членство в профессиональных союзах
Член Союза журналистов СССР с 1966. Член Союза писателей России с 2001.